# Музей современного искусства (Библ)
Музей современного искусства в Алите (англ. Modern and Contemporary Art Museum, MACAM; араб. متحف الفن الحديث والمعاص‎) — художественный музей в районе поселения Алита, в семи километрах от центра города Библ (Ливан); был открыт в июне 2013 года в здании бывшей фабрики, управляется одноимённой неправительственной организацией; ведёт деятельность по сохранению и популяризации современного ливанского искусства; музейный фонд состоит из 400 скульптур и инсталляций, созданных 65 художниками, родившимися или проживавшими в стране.

## История и описание
Музей современного и актуального искусства «MACAM» был открыт в июне 2013 года в семи километрах от центра города Библ (Джебейль, Ливан); он разместился в помещениях бывшей фабрике в районе поселения Алита (Alita). Музей принадлежит и управляется ливанской неправительственной организацией «MACAM», целью которой является сохранение и популяризация современного ливанского искусства. По состоянию на 2015 год, в музее была представлена коллекция из 400 скульптур и инсталляций, созданных 65 авторами, родившимися или жившими в Ливане. Постоянная коллекция музея распределена по двум залам: один из них посвящен ливанской скульптуре, а второй — инсталляциям. Многие работы были либо одолжены у авторов, либо переданы в дар музею самими художниками — или их семьями.
Коллекция «зала скульптур» организована в соответствии с материалом, использованным автором; в зале с деревянными скульптурами можно найти работы Юсефа Басбоуса, Сальвы Рауда Шоукэр, Чарльза Хури, Муаззаза Равды, Марвана Салеха, Ибрагима Зода и Мохамада Дарвиша Сакра — а в зале каменных скульптур представлены произведения Эззата Мезера, Ваджи Нахле, Мишеля Басбоуса, Элиаса Базуни, Хуссейна Мади и Альфреда Басбоуса. В отдельной комнате, под названием «Сталь и бронза», можно увидеть подборку работ Джинане Макки Бачо, Раффула Чахина и Лейлы Джабре-Жюрейдини. Кроме того, в музее есть раздел, посвященный ливанским художникам, работающим с керамикой — в коллекции представлены работы Дороти Салхаб Каземи, Мэй Абуд и Невилл Асад Салха. «Инсталляционный зал» имеет площадь в 1500 квадратных метров — в нём представлены работы Моны Сеханоуи, Зиада Абиллама, Набиля Хелу, Рауфа Рифаи, Марио Сабы и Николь Юнес.
Каждый год MACAM проводит ретроспективную выставку одного из наиболее известных ливанских скульпторов. В 2013 году галерея организовала конкурс «Бронзовый век», на котором художникам было предложено представить проект скульптуры, которую музей отлил бы за свой счёт; в следующем году аналогичный конкурс проводился в рамках соревнования «Эпохи дерева», а в 2015 году прошел конкурс «Железный век».